# Metro van Hefei
De metro van Hefei is een vorm van openbaar vervoer in de Chinese miljoenenstad Hefei. Zes lijnen met 171 stations op een traject van 232 km werden sinds december 2016 in gebruik genomen. Hefei, hoofdstad van de provincie Anhui, werd toen ook de eerste stad in de provincie waar een metro in gebruik werd genomen.
Elf stations bieden een overstap op een andere metrolijn, een enkel metrostation, Hefei South Railway Station, biedt die overstapmogelijkheden op twee andere metrolijnen, naast overstap op het treinnet, inclusief de Hefei–Bengbu en Hefei–Fuzhou hogesnelheidsspoorlijnen.
In 2023 namen dagelijks gemiddeld 1,13 miljoen personen de metro. In heel het jaar gebruikten 410,95 miljoen reizigers het systeem. Ter vergelijking, in 2017, het eerste jaar dat de metro een volledig jaar in gebruik was, waren er gemiddeld 116.300 reizigers per dag, of 42,45 miljoen reizigers op jaarbasis.

## Lijnen
| Lijn | Eindbestemmingen                                             | Geopend    | Lengte   | Stations |
| ---- | ------------------------------------------------------------ | ---------- | -------- | -------- |
| 1    | Zhangwa - Jiulianwei                                         | 2016, 2023 | 29,14 km | 26       |
| 2    | Nangang - Cuozhen                                            | 2017, 2023 | 42,76 km | 35       |
| 3    | Xiangcheng Lu - Sheng Ertong Yiyuan Xinqu                    | 2019, 2023 | 48,5 km  | 40       |
| 4    | Hefei Comprehensive Bonded Zone - Qinglonggang / Shaomaigang | 2021, 2024 | 55,4 km  | 38       |
| 5    | Jiqiao Lu - Guiyang Lu                                       | 2020, 2022 | 40,7 km  | 33       |
| 8    | Yilijing - Beicheng Gaotiezhan                               | 2024       | 22,5 km  | 12       |

## Tarieven
Hefei Metro hanteert kilometertarieven in functie van trajectlengte met minimaal 2 yuan voor elke afstand tot en met 8 kilometer, 3 yuan voor meer dan 8 kilometer en minder dan 14 kilometer, 4 yuan voor het afleggen van meer dan 14 kilometer en minder dan 21 kilometer en 5 yuan voor het afleggen van meer dan 21 kilometer en minder dan 29 kilometer. Als men meer dan 29 kilometer aflegt, wordt 1 yuan bovenop die 5 yuan in rekening gebracht voor elke extra 9 kilometer. Daarnaast zijn er kortingen en vrijstellingen voor specifieke bevolkingsgroepen en leeftijdscategorieën.

## Ligging in stad

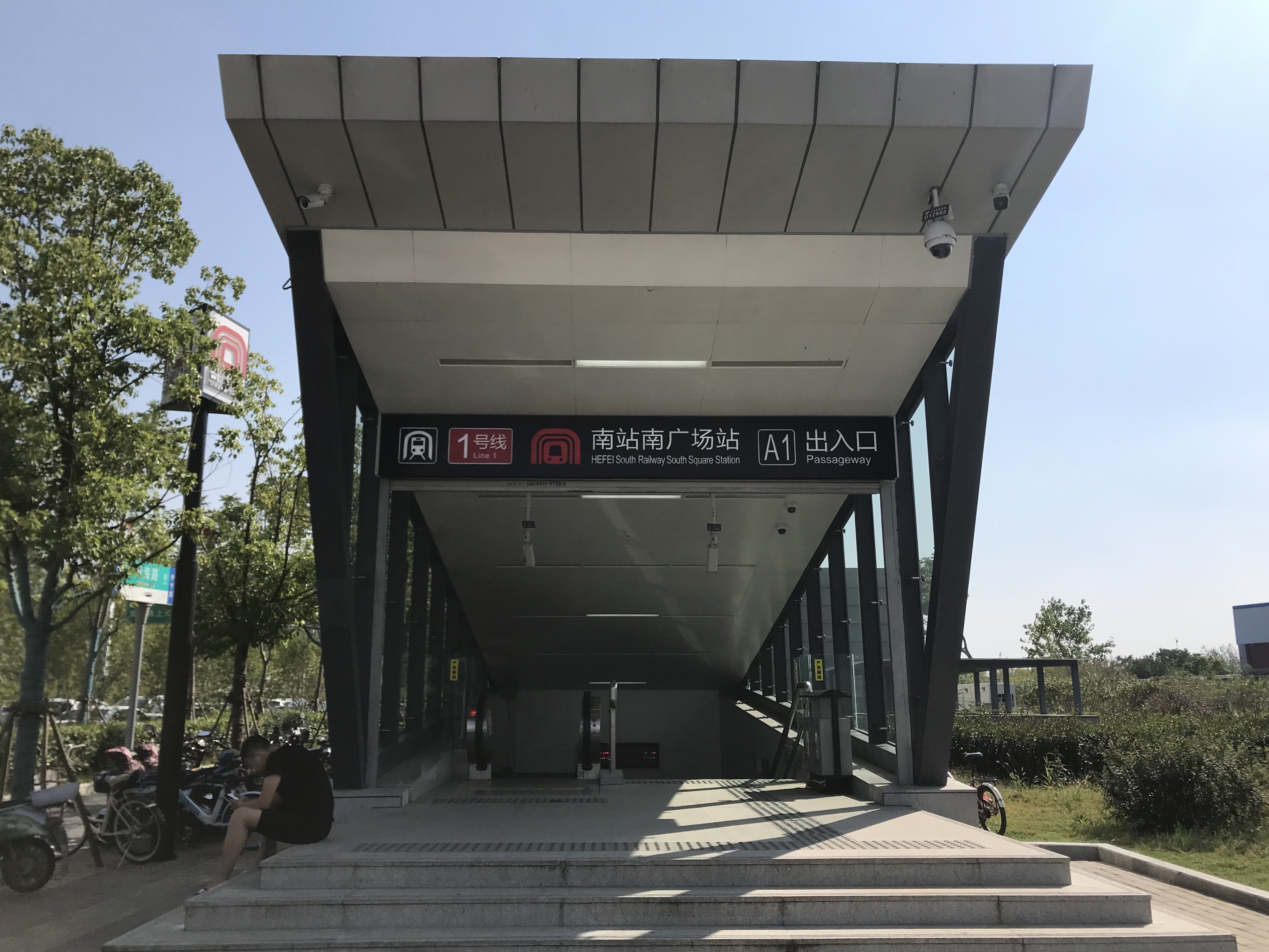
Toegang tot het Hefei South Railway South Square metrostation

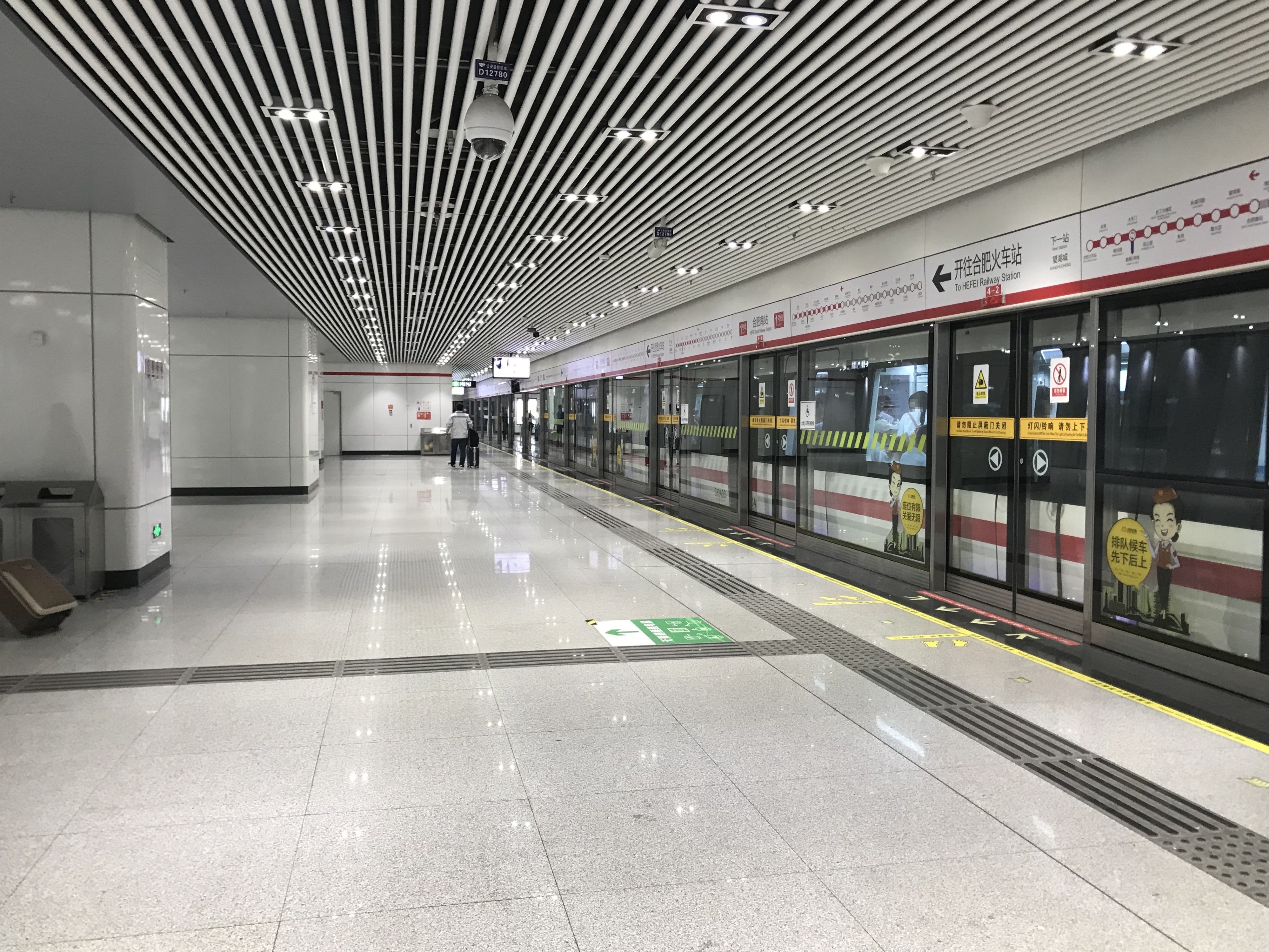
Perron van het Hefei South Railway metrostation